# Tim A. Rodriquez
Tim A. Rodriquez, är en amerikansk astronom.
Minor Planet Center listar honom under namnet T. Rodriquez och som upptäckare av en asteroid.
Tillsammans med Carolyn S. Shoemaker och Henry E. Holt upptäckte han även den icke-periodiska kometen C/1988 L1

## Asteroider upptäckta av Tim A. Rodriquez
| 5279 Arthuradel | 8 juni 1988 |